# Махлаб

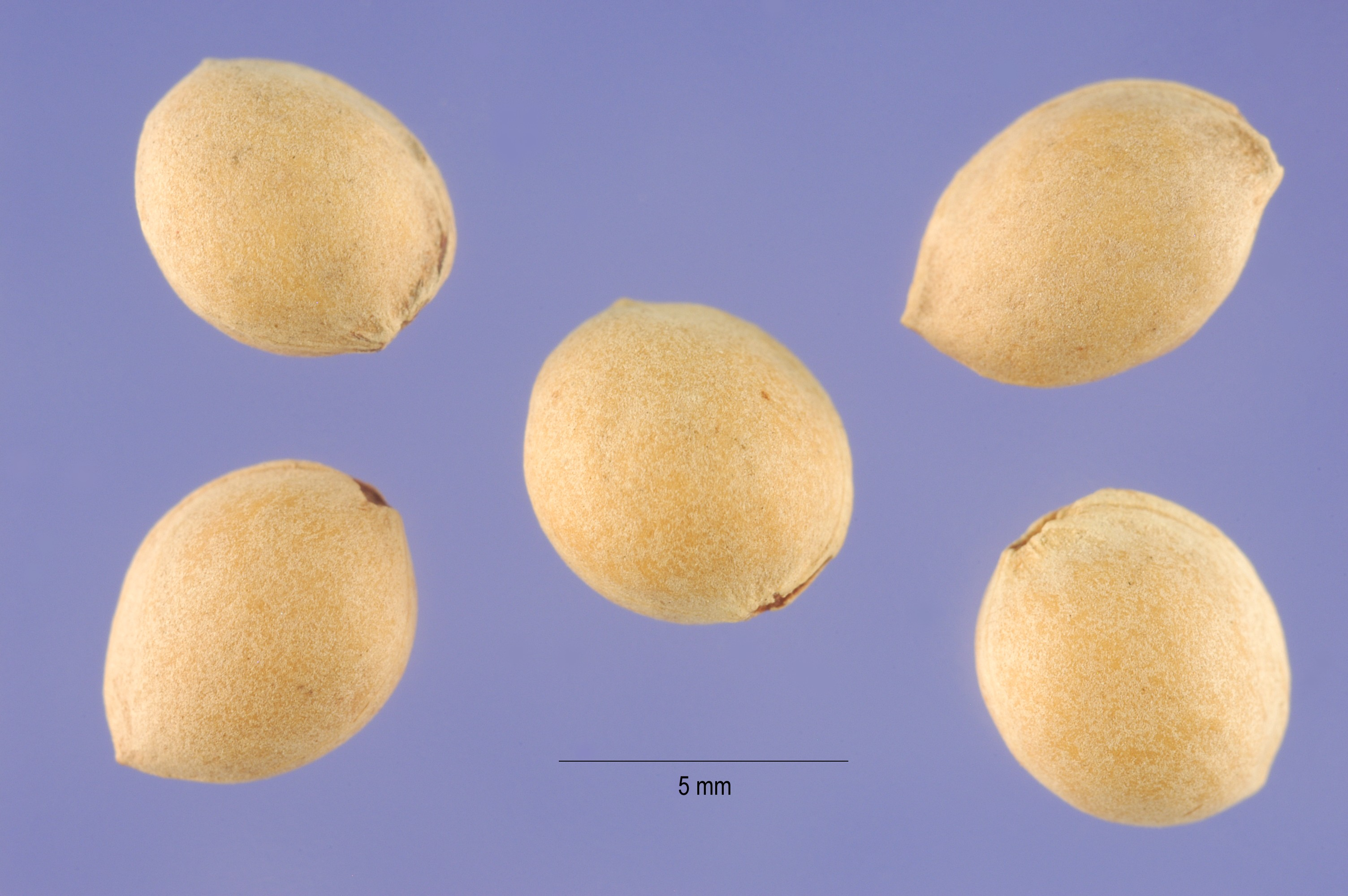
Семена антипки

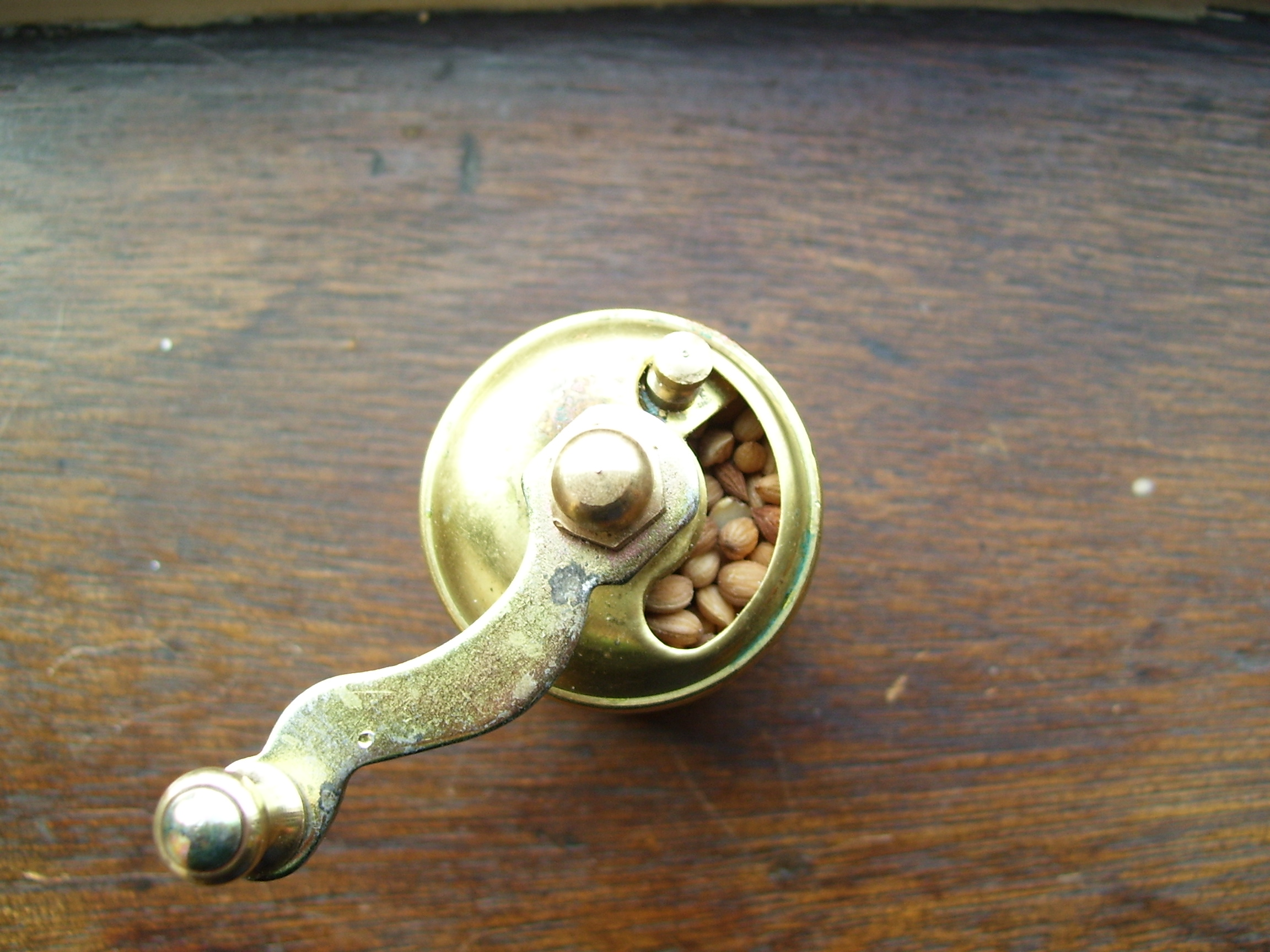
Семена в мельнице

Махлеб (махлаб, магалебка) — ароматическая специя из семян магалебской вишни (антипки). Используется на протяжении многих веков на Ближнем Востоке как специя для хлебобулочных изделий.
Для приготовления пряности вишнёвые косточки раскалывают, чтобы извлечь из них семена размером 5 мм в диаметре. Семя очень мягкое, его можно жевать. Перед употреблением семечки перемалывают в порошок. Аромат махлаба напоминает сочетание горького миндаля и вишни. В кулинарии махлеб используется в небольшом количестве, чтобы придать пикантность вкусу сладостей.
В Греции специя называется μαχλέπι (махлепи) и используется в дрожжевых сдобных пирогах и печеньях по праздникам, например, на Новый год добавляется в пирог василопита, а на Пасху — в цурек. На Кипре специя называется μέχλεπι (мехлепи) и используется в пасхальных сырных булках под названием φλαούνες (флаонес).  В Армении эта специя также добавляется в традиционный пасхальный хлеб, который похож по названию на греческий цурек, но произносится немного иначе — чорек. 
На Ближнем Востоке (включая Малую Азию) махлабы используются для рамаданских сладостей. В Турции специя используется для хлеба под названием погача (круглый хлеб, обычно солёный). В Египте перемолотый махлаб смешивают с мёдом, кунжутом и орехами, эту пасту едят как десерт или намазывают на хлеб.